# Renneritz Verlag
Der Renneritz Verlag ist ein unabhängiger deutscher Buchverlag mit Sitz in Sandersdorf-Brehna in Sachsen-Anhalt. Er wurde 2007 gegründet und wird von Jork Heinemann geleitet.

## Programm
Der Renneritz Verlag veröffentlicht Titel aus den Bereichen Belletristik und Sachbuch. Viele der belletristischen Werke beschreiben literarisch aktuelle politische Entwicklungen. So beschreibt Susanne Schaller in Zerbrechende Welt den Wandel einer liberalen Demokratie in einen Überwachungsstaat. Daniel Marschalls Der Denunziant thematisiert ironisch die Flucht eines Mitarbeiters der DDR-Staatssicherheit. Das Buch Wahnsinn und Verstand von che2001 ist ein Schelmenroman aus der Autonomen Szene. Harald Gesterkamp schildert in Nebenbei Terrorist einen konservativen jungen Mann, der darunter leidet, dass Hunger und Unterentwicklung nicht auf der politischen Agenda stehen und schließlich Anschläge verübt.
Die Sachbücher des Verlages haben unter anderem Martin Luther (Manfred Lemmer) und die Brüder Grimm (Sigrid Süßmann) zum Inhalt.
Im Jahr 2008 wurde im Verlag mit der edition scriptum zudem eine geisteswissenschaftliche Reihe begründet, in der Titel aus den Gebieten Germanistik, Geschichte und Kunstgeschichte erscheinen. In seinen Sachbüchern konzentriert sich der Verlag insbesondere auf den regionalen Bezug zum geschichtsträchtigen Gebiet um Wittenberg, Dessau und Halle.

## Autoren
Folgende Autoren haben im Renneritz Verlag publiziert (Auswahl):

### Belletristik
- Herwig Finkeldey
- Harald Gesterkamp
- Matthias Grabow
- Roberto J. De Lapuente
- Daniel Marschall
- Reimar Menne
- Sven Palapies
- Susanne Schaller
- Marina Scheske

### Sachbücher
- Johann Christoph Beckmann
- Stephan Erdmann
- Manfred Lemmer
- Andrea Seidel
- Sigrid Süßmann
- Ulrich Wenner